# Gotthard Graubner

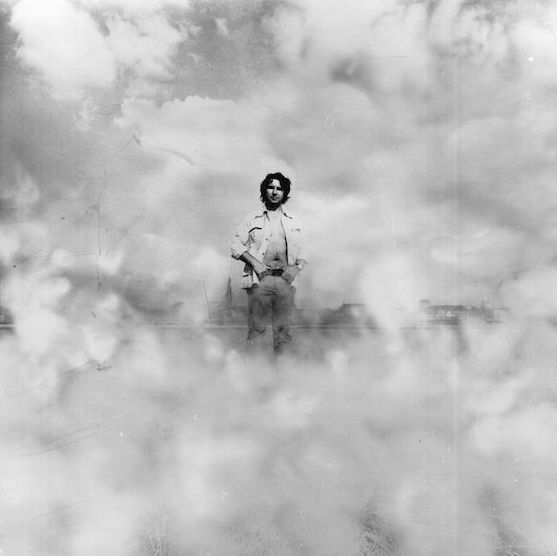
Gotthard Graubner fotografiert von Lothar Wolleh

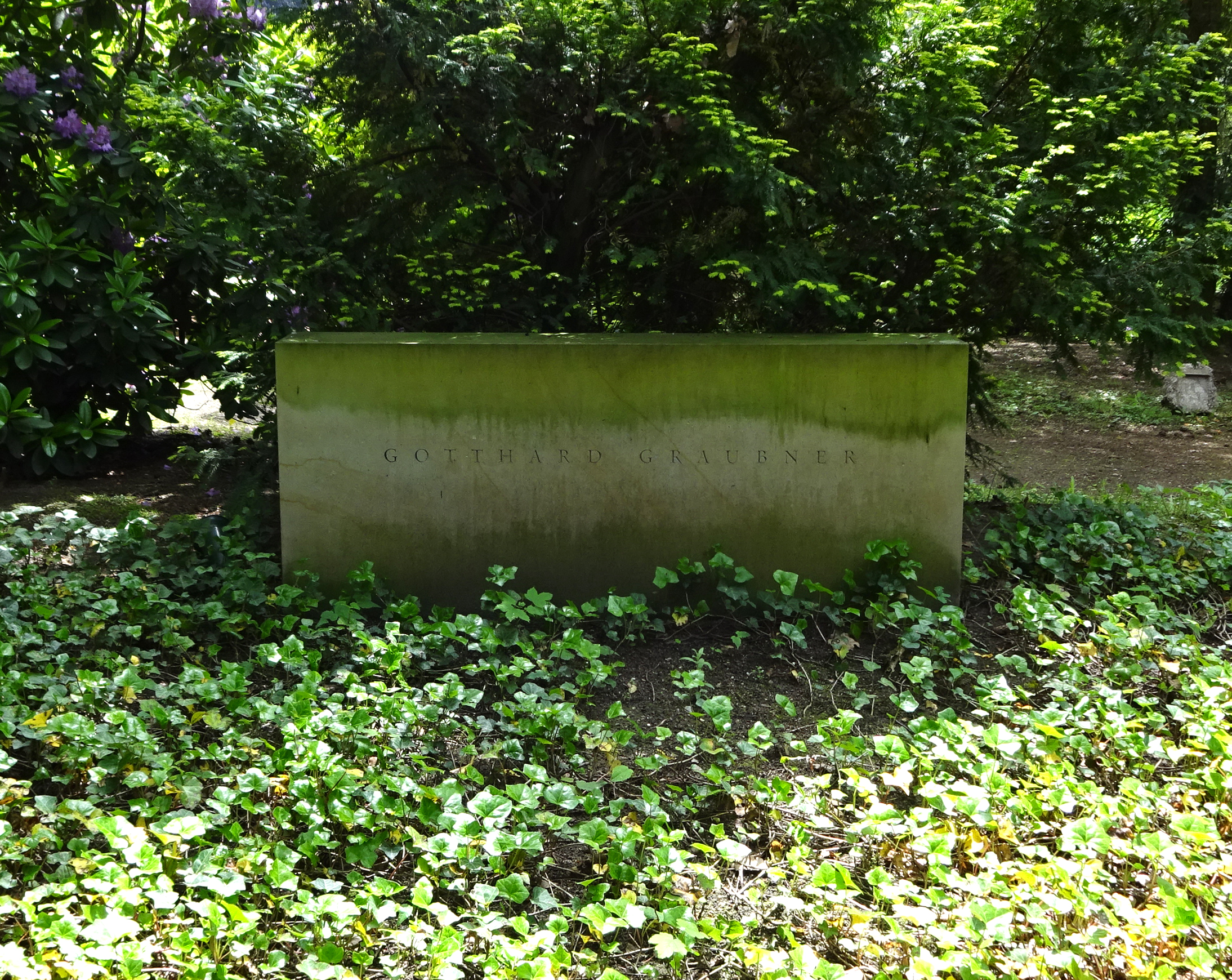
Grab von Gotthard Graubner auf dem Nordfriedhof Düsseldorf (2019)

Gotthard Graubner (* 13. Juni 1930 in Erlbach, Vogtland, Sachsen; † 24. Mai 2013 in Düsseldorf, Nordrhein-Westfalen) war ein deutscher Maler.

## Leben
Graubner, der zuerst eine Buchdruckerlehre angefangen hatte, studierte von 1947 bis 1948 an der Hochschule für Bildende Künste in Berlin. 1948 wechselte er zur Dresdner Kunstakademie, wo er infolge der Entlassung seines Meisters Wilhelm Rudolph exmatrikuliert wurde. 1951 wurde er wieder zugelassen und 1952 erneut exmatrikuliert. 1954 verließ er, zusammen mit seiner späteren Frau Gitta, die DDR und zog mit ihr nach Düsseldorf-Oberkassel. Von 1954 bis 1959 studierte er an der Kunstakademie Düsseldorf. Gotthard Graubner war Schüler von Georg Meistermann, bis dieser nach Karlsruhe berufen wurde, so dass Graubner für einige Zeit in die Klasse von Karl Otto Götz kam. Kurz darauf machte er den Akademieabschluss.
Von 1964 bis 1965 war er Kunsterzieher am Lessing-Gymnasium in Düsseldorf. 1965, im Geburtsjahr der Tochter, erhielt er zunächst einen Lehrauftrag und ab 1969 eine Professur an der Hochschule für bildende Künste Hamburg. 1968 und 1977 nahm er an der documenta teil. Von 1976 bis 1998 war er Professor für Freie Malerei an der Staatlichen Kunstakademie Düsseldorf. Im Wintersemester 2009/2010 wurde er zum Ehrenmitglied der Kunstakademie Düsseldorf ernannt.
Im Jahr 1982 wurde Graubner eingeladen, ein künstlerisches Konzept für den Pavillon der Bundesrepublik Deutschland auf der 40. Biennale von Venedig zu entwickeln. Er schuf eine Werkgruppe mit den Titeln Farbraumkörper Triptychon ‘Venezia‘, Hommage à Tintoretto und Pensieri a Veronese. Alle großformatigen Bilder entstanden 1982 in Venedig vor Ort. Nach der Biennale wurden die Werke von Johannes Cladders im Museum Abteiberg, Mönchengladbach und in der Malmö Konsthall (1983) gezeigt. Nach Cladders war Graubner bei der Farbwahl der Bilder von den Werken Tintorettos und Veroneses in der Scuola di San Rocco, Venedig, geleitet. Peter Iden, Gründungsdirektor des Museum für Moderne Kunst Frankfurt erwarb den gesamten Zyklus 1984 für das Frankfurter Museum, wo mehrere Präsentationen stattfanden.
Er schuf 1988 für den Großen Saal im Amtssitz des Bundespräsidenten (Schloss Bellevue in Berlin) zwei große abstrakte Gemälde, die Farbraumkörper Begegnungen. Sie wurden von Graubner vor Ort gemalt. Ein weiteres bekanntes Gemälde im öffentlichen Eigentum gehört zu den Kunstwerken im Reichstagsgebäude und hängt in einem Sitzungsraum des Reichstages: Es handelt sich um ein großes, querformatiges, so genanntes Kissenbild.
Graubner lebte und arbeitete in Düsseldorf und auf der Museumsinsel Hombroich in Neuss-Holzheim. Er starb kurz vor seinem 83. Geburtstag. Gotthard Graubner wurde auf dem Nordfriedhof Düsseldorf beerdigt.

## Werk
Graubner setzte sich in seinem Werk mit der Farbe als Gegenstand der Malerei auseinander. Seit 1962 schuf er abstrakte Gemälde aus dem Umkreis des Informel. Die zweidimensionale Leinwand spannte er auf den Keilrahmen über eine dicke Schicht synthetischer Watte. Es entstanden Objekte, die er Kissenbilder nannte. Zwischen 1968 und 1972 stellte er sogenannte „Nebelräume“ her und seit 1970 nannte Graubner seine Werke Farbraumkörper. Das sind häufig große Formate, wie z. B. die Gemälde seines Zyklus zu Franz von Assisi. Graubner trug viele Schichten Farbe bzw. Lasur auf, wobei die Saugkraft des Untergrunds eine Rolle spielt. Entscheidend für ihre Wirkung ist in unterschiedlicher Weise die Intensität seiner Malweise. Dabei entstanden Farblandschaften mit zu Kontemplation einladender Ruhe; vielfarbigen Werken stehen monochrome Bilder mit feinsten Farbnuancen gegenüber. Das Eigenleben der Farbe zu entwickeln, befreit von dem Anspruch, etwas anderes darstellen zu müssen als sich selbst, war das Thema der Kunst Gotthard Graubners.

## Dokumentarfilm
Im Sommer 2010 öffnete Graubner dem Filmemacher Tilman Urbach sein Atelier, lichte monochrome Gemälde und Papierarbeiten entstanden direkt vor der Kamera. Im Focus des Dokumentarfilms stehen Atelierbesuche auf der Museumsinsel Hombroich in Neuss, bei denen der über achtzigjährige Maler von seinen künstlerischen Antriebskräften, aber auch von seinen Zweifeln und Widerständen seines langen Lebens erzählte. Anschließend begleitete das Filmteam den Künstler nach Paris, wo Graubner seine Ausstellung in der Galerie Karsten Greve besuchte. Der Dokumentarfilm Gotthard Graubner – Farb-Raum-Körper startete am 3. September 2015 in den deutschen Kinos.

## Auszeichnungen
- 1987: August Macke Preis der Stadt Meschede
- 1988: Norddeutscher Kunstpreis
- 1992: Verdienstkreuz 1. Klasse des Verdienstordens der Bundesrepublik Deutschland
- 2001: Otto-Ritschl-Preis
- 2002: Großes Verdienstkreuz des Verdienstordens der Bundesrepublik Deutschland

## Ausgewählte Ausstellungen
- 1960: Galerie Schmela, Düsseldorf
- 1968: documenta 4, Kassel[14]
- 1969: Kestner-Gesellschaft Hannover
- 1969: Kunstverein für die Rheinlande und Westfalen, Düsseldorf
- 1970: Mannheimer Kunstverein
- 1971: Biennale von São Paulo, Brasilien[15]
- 1975: Hamburger Kunsthalle
- 1977: documenta 6, Kassel
- 1977: Kunsthalle Düsseldorf
- 1979: ZERO Kunsthaus Zürich
- 1980: Kunsthalle Tübingen
- 1980: Staatliche Kunsthalle Baden-Baden
- 1981: Galerie m, Bochum
- 1982: Biennale von Venedig, Venedig, Italien[16]
- 1982: Städtisches Museum Abteiberg, Mönchengladbach
- 1982: A new Spirit in Painting, Royal Academy of Arts, London
- 1982: Fifth Triennale India, Neu-Delhi
- 1985: Galerie m, Bochum
- 1986: Kunstmuseum Bonn
- 1987: Kunstsammlung Nordrhein-Westfalen (K20), Düsseldorf
- 1989–1990: Kunsthalle Bremen
- 1990: Situation Kunst (für Max Imdahl), Bochum, Dauerausstellung
- 1995: Saarlandmuseum Saarbrücken
- 1997–1998: Staatliches Museum Schwerin
- 1999: Kunstverein Münsterland, Coesfeld
- 2000: Sächsische Akademie der Künste Dresden, Kupferstichkabinett
- 2000: Staatliche Kunstsammlungen Dresden
- 2000: Museum Küppersmühle – Sammlung Grothe, Duisburg
- 2001: Staatliche Kunsthalle Karlsruhe
- 2001–2002: Museum Wiesbaden
- 2005: Art Museum of China Academy of Art, Hangzhou
- 2005: Art Museum of China Central Academy of Fine Arts, Peking
- 2006: Kunstmuseum Shanghai
- 2006: Neues Museum Weserburg Bremen Die China-Tournee – Farbraumkörper und Arbeiten auf Papier[17]
- 2008: Staatliche Kunsthalle Karlsruhe
- 2009: Galerie m, Bochum[18]
- 2010: Kunstmuseum Liechtenstein, Vaduz
- 2011: Josef Albers-Museum  Quadrat Bottrop, Bottrop
- 2011–2012: Kunsthalle Rostock
- 2013: Museum Kunstpalast, Düsseldorf, Hommage à Gotthard Graubner
- 2015: Galerie m, Bochum[19]
- 2018: Arp Museum Bahnhof Rolandseck, Remagen, Gotthard Graubner. Mit den Bildern atmen[20]

## Schüler
- Katharina Grosse
- Ioan Iacob
- Rainer Lind
- Gunter Reski